# Samba Cajú
Samba Cajú ist eine Ortschaft im Norden Angolas.

## Verwaltung
Samba Cajú ist Sitz eines gleichnamigen Kreises (Município) der Provinz Cuanza Norte. Das Kreisgebiet umfasst 2485 km² mit 31.943 Einwohnern (hochgerechnete Schätzungen 2014). Die Volkszählung 2014 soll fortan gesicherte Bevölkerungsdaten liefern.
Zwei Gemeinden (Comunas) bilden den Kreis Samba Cajú:
- Samba Cajú
- Samba Lucala